# Gaius Flaminius (konsul 223 f.Kr.)

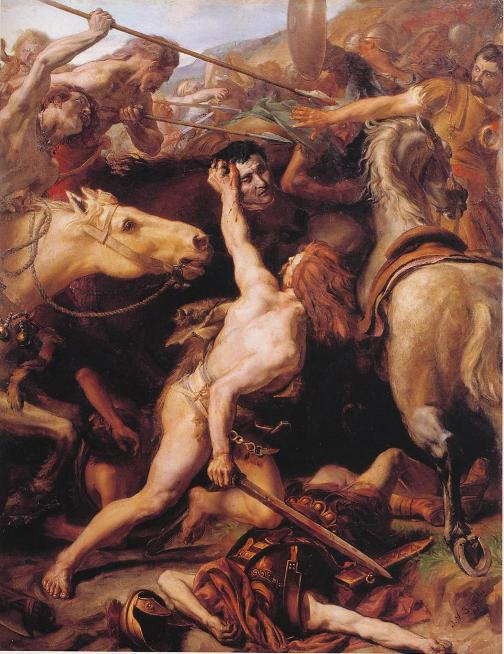
Durarius halshugger Flaminius i slaget vid sjön Trasimene, av Joseph-Noël Sylvestre. Béziers (Languedoc-Roussillon), Musée des Beaux-Arts.

Gaius Flaminius Nepos, död den 27 april 217 f.Kr. var en politiker och konsul i romerska republiken under 3:e århundradet före Kristus. Han var den störste populäre ledaren att utmana senatens auktoriet innan Graccherna ett århundrade senare.

## Biografi
I efterdyningarna av det första puniska kriget, var Flaminius som Novus homo ledare för en reformrörelse som syftade till att omfördela statens mark i Italien. Som tribun för plebejerna år 232 f.Kr., genomförde han en reform som delade upp landet söder om Ariminum, som hade erövrats från galler decennierna före och gav det till fattiga familjer vars gårdar hade fallit i ruiner under kriget. Senaten var emot detta vilket han nonchalerade, i motsats till konstitutionen och tidigare tradition.
Flaminius blev guvernör på Sicilien 227 f.Kr. Under samma tid ledde omfördelningen av mark till en förnyad attack mot romerskt territorium av gallerna, som romarna slutligen besegrade i slaget vid Telamon 224 f.Kr. År 223 f.Kr. valdes Flaminius till konsul för första gången, och med Publius Furius Philus tvingade han gallerna att underkasta sig Rom, och skapade provinsen Cisalpinska Gallien.
År 221 f.Kr. blev Flaminius magister equitum till Marcus Minucius Rufus, och valdes sedan 220 f.Kr. som censor tillsammans med Lucius Aemilius Papus. Under sin mandatperiod lät han bygga Via Flaminia från Rom till Ariminum, etablerade kolonier på Cremona och Placentia, omorganiserade Centuriate-församlingen för att ge de fattigare klasserna mer röststyrka, och byggde Circus Flaminius på Campus Martius. År 218 f.Kr, då han tjänstgjorde i den senaten, var han den ende senator som gav stöd till Lex Claudia, som förbjöd senatorer att delta i handel med utlandet.
År 217 f.Kr., under det andra puniska kriget och invasionen av Italien av Hannibal, blev han omvald som konsul tillsammans med Gnaeus Servilius Geminus i vad som ansågs vara en tillrättavisning av senaten för dess genomförande av kriget. Flaminius hade underlåtit att vidta fastställda ritualer för att bli konsul och var under hot om avsättning av senaten. Han ställde nu upp fyra nya legioner och marscherade norrut för att möta Hannibal, men föll i ett bakhåll vid sjön Trasimene. Armén besegrades och Flaminius dödades i 27 april 217 f.Kr tillsammans med 15 000 soldater. Hans anhängare i senaten började därefter förlora makten till de mer aristokratiska fraktionerna, och romarna fruktade att Hannibal skulle belägra deras stad. Senaten utsåg Fabius Maximus till diktator.